# Charles Sutton
Charles Sutton (*  6. März 1756 in Norwich; † 28. Mai 1846 in Tombland, Norwich) war ein britischer Geistlicher und Botaniker. Sein offizielles botanisches Autorenkürzel lautet „Sutton“.

## Leben und Wirken
Sutton erhielt 1779 seinen Bachelor-Abschluss in Cambridge und wurde 1806 in Theologie promoviert (D.D.). 1791 wurde er Mitglied der Linnean Society of London (ALS). Sutton war ein Protgé des Botanikers John Pitchford (1737–1803).
Sutton war ein Experte für die Sommerwurzen und veröffentlichte darüber 1798 eine Monographie bei der Linnean Society. Er erstbeschrieb die Große Sommerwurz (Orobanche elatior).

## Ehrungen
Die Gattung Suttonia A. Rich. aus der Familie der Primelgewächse (Primulaceae) ist nach ihm benannt.